# Puerta de los Guzmán
Puerta de los Guzmán är en ort i Mexiko.   Den ligger i kommunen Ocampo och delstaten Guanajuato, i den centrala delen av landet, 300 km nordväst om huvudstaden Mexico City. Puerta de los Guzmán ligger 2 183 meter över havet och antalet invånare är 104.
Terrängen runt Puerta de los Guzmán är platt åt nordväst, men åt sydost är den kuperad. Runt Puerta de los Guzmán är det ganska glesbefolkat, med 31 invånare per kvadratkilometer. Närmaste större samhälle är Ocampo, 8,6 km väster om Puerta de los Guzmán. Omgivningarna runt Puerta de los Guzmán är i huvudsak ett öppet busklandskap.